# Myocyt

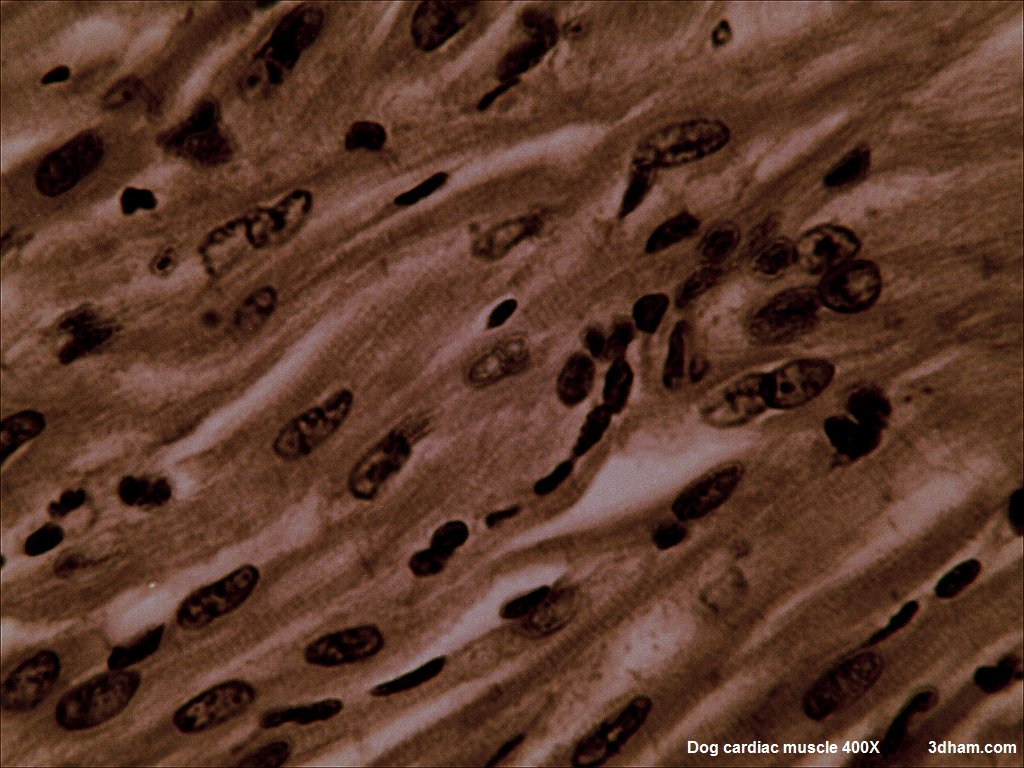
Buňky srdeční svaloviny, kardiomyocyty

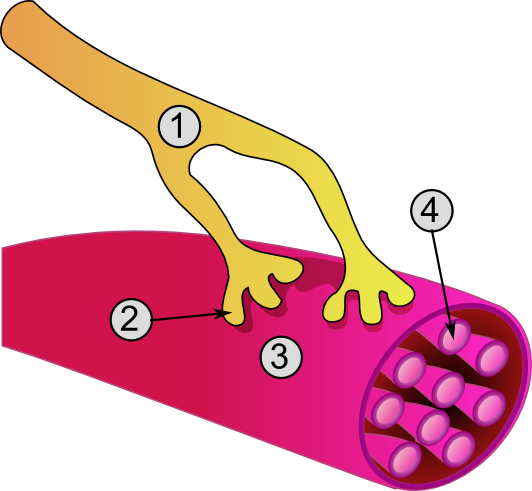
Schéma svalové buňky kosterní svaloviny a na ní upnuté synapse

Myocyt (svalová buňka) je buňka, která tvoří základní tkáň svalů. Svalové buňky se liší svou strukturou a funkcí, podle toho, zda tvoří kosterní, srdeční či hladkou svalovinu.

## Stavba
V cytoplazmě myocytů se nachází mimo běžné organely především aktino-myosinový komplex, který umožňuje kontrakci buňky. Pod mikroskopem se tato struktura jeví jako vlákna, tzv. myofibrily. Ještě větším zvětšením bylo zjištěno, že se myofibrily skládají z myofilament.
Cytoplazmatická membrána se obvykle označuje sarkolema, endoplazmatické retikulum zase nese ve svalech název sarkoplazmatické retikulum.

## Podle typu svaloviny
- Myocyty kosterní svaloviny jsou vícejaderné a tvoří tzv. rhabdomyocyt. U kosterní svaloviny platí: jedna svalová buňka = jedno svalové vlákno.
- Myocyt hladké svaloviny má vřetenovitý tvar, v cytoplazmě je uprostřed paličkovité jádro. Ve svalovině dělohy může dosahovat délky až 500 µm, čímž se tento typ buněk řadí mezi naše vůbec největší.
- Myocyt srdeční svaloviny, tzv. kardiomyocyt, má znaky obou předcházejících.